# 마에낮도마뱀붙이

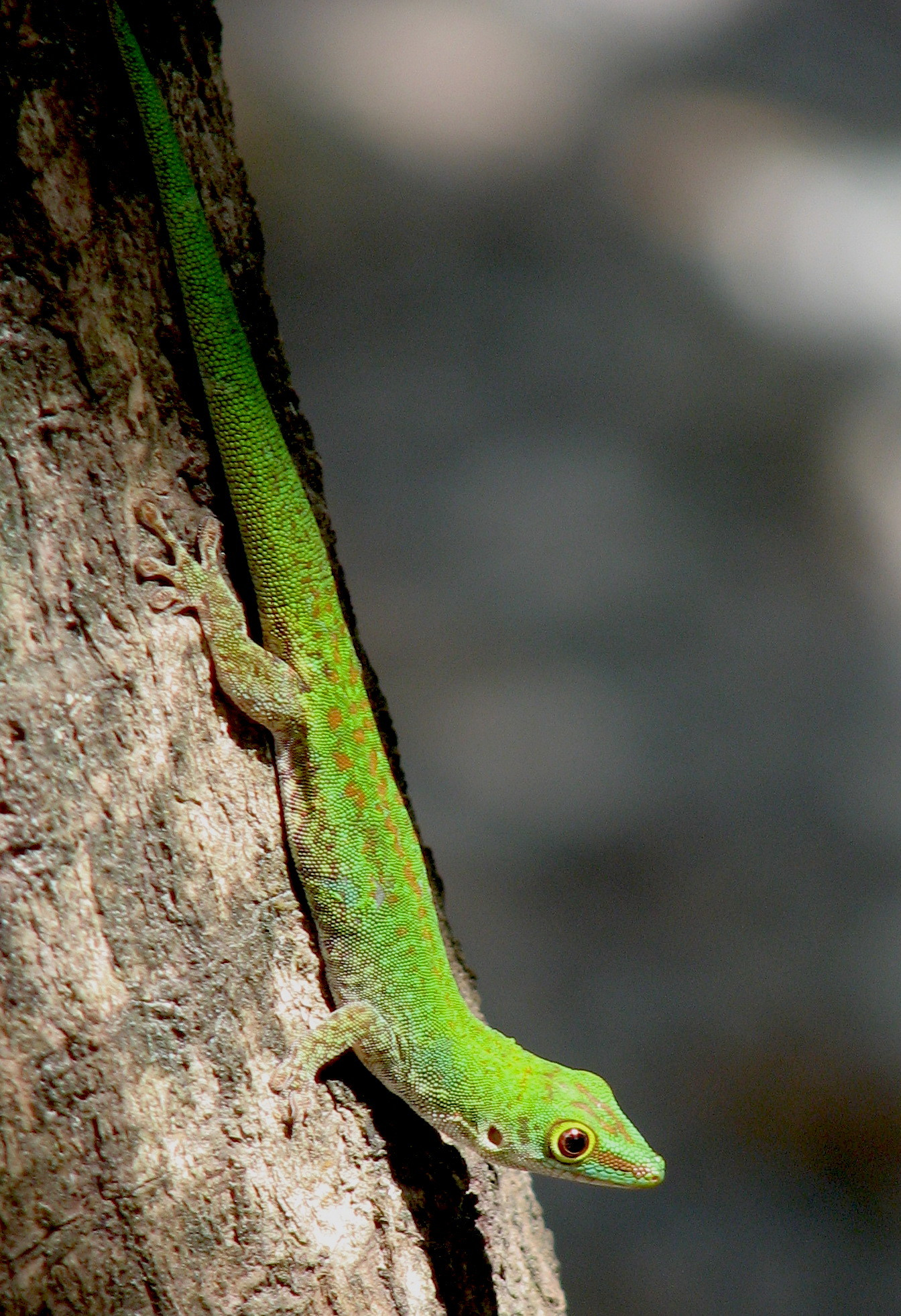

마에 데이 게코(Mahé day gecko)라 불리는 마에낮도마뱀붙이(Phelsuma sundbergi longinsulae)는 주행성을 띄는 도마뱀붙이류의 아종이다. 셰이셸 서부의 화강암질 섬들에 분포하며 보통 나무와 인류 거주지에 서식한다. 마에낮은 보통 곤충과 꽃꿀을 먹는다.

## 형태
마에낮은 꼬리까지 최대 15 cm에 달하는 중형 낮도마뱀붙이류이다. 몸은 밝은 녹색, 청록색을 띈다. 콧구멍에서 눈까지 붉은 줄무늬가 이어진다. 등에는 불규칙한 형태의 붉은 점무늬, 앞뒤로 난 줄무늬가 있다. 머리에는 붉은색 V자무늬가 있다. 복부는 황백색 또는 노란색이다.

## 분포
마에낮은 마에섬을 포함하는, 세이셸 제도 서부의 화강암질 섬들에 분포한다.
마에낮은 보통 코코넛 플랜테이션, 정원, 덤불, 나무에 서식하며, 인류 거주지 근처에서도 자주 보인다. 셰이셸낮도마뱀붙이와 서식지를 공유한다.

## 습성
마에낮은 다양한 곤충 따위의 무척추동물을 잡아먹는다. 부드럽고 달달한 과육, 꽃가루, 꽃꿀도 먹는다.
마에낮은 수나무의 꽃가루를 암나무로 옮겨서 야자나무의 수정에 기여한다. 대개 한 수컷에 두세 마리의 암컷이 짝을 이뤄 살아간다.

## 사육
마에낮은 크고 식물이 무성한 테라리움에서 쌍으로 키워야 한다. 온도는 낮에는 28 °C를 유지하고, 습도는 낮에는 75–85%, 밤에는 낮보다 조금 높게 유지해야 한다. 사육 시에는 귀뚜라미, 시판 과일 사료, 벌집나방(en:wax moth) 애벌레, 초파리, 밀웜, 집파리를 먹일 수 있다.